# Alexandre Rosa Ferreira
Alexandre Rosa Ferreira, noto semplicemente come Alexandre (San Paolo, 18 marzo 1975), è un ex giocatore di calcio a 5 brasiliano.

## Carriera
Ha trascorso le stagioni dal 2002-03 al 2007-08 nella squadra spagnola di Division de Honor del MRA Navarra.